# Театральный занавес

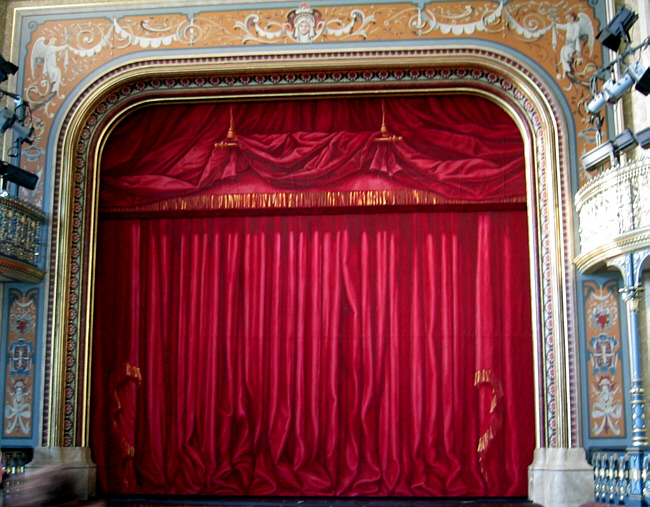
Занавес немецкого театра Kurhaus Göggingen

Театральный занавес (также наз. главный, портальный) — элемент одежды сцены, отделяющий сцену от зрительного зала, и расположенный ближе всего к зрителям, по границе зеркала сцены.
Как правило, занавес открывается в начале представления, и закрывается в антракте и в конце представления. Типология театральных занавесов основана на их внешнем виде, фактуре, характере движения, способе раскрытия сцены. В исторических и оперных театрах главный занавес часто украшен вышитой или нарисованной эмблемой театра или гербом города.

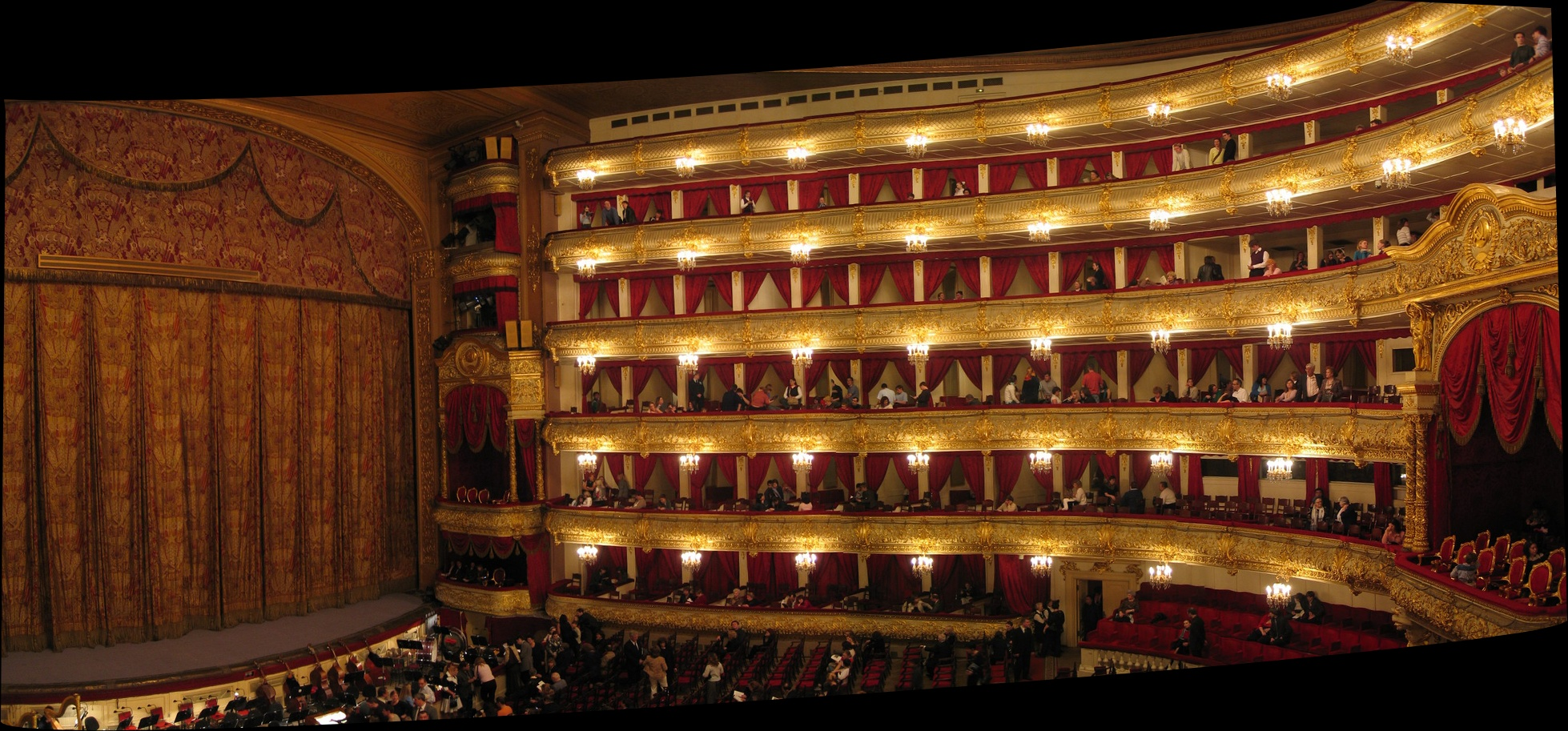
Знаменитый «золотой» занавес Большого театра. Автор проекта Ф. Ф. Федоровский. 1952—1955 гг. (Фото 2005 года, до реконструкции)

## Типы театральных занавесов
Занавесы очень разнообразны по конструкции, управлению и стоимости. Основным элементом занавеса является одно или два полотнища ткани (крылья занавеса), каким-либо образом закрепленные к верхнему проему арки стены просцениума. Для управления крыльями занавеса могут использоваться различные системы, состоящие из канатов, блоков, направляющих, балок и пр.

### Антрактно-раздвижной занавес
Также известен как «греческий». Преимущественно используется в драматических театрах.
Этот тип занавеса обычно состоит из двух половин (крыльев), закрепленных в верхней части на одной высоте. Во время открытия оба крыла синхронно раздвигаются от центра сцены к краям портала.
Раздвижной занавес полностью перекрывает сцену от зрителей. Для этого в его конструкции предусмотрен центральный «нахлест», когда одно крыло частично перекрывает другое.
Существует также разновидность греческого занавеса с одним крылом и боковым раскрытием.

Схема движения раздвижного занавеса с нахлестом

### Подъемно-опускной занавес
Также известен как «занавес-гильотина» или «немецкий» занавес. Чаще используется в музыкальных театрах.
Занавес представляет собой целое полотно, прямое или плиссированное, закрепленное по верхней кромке к несущей балке. Балка может быть изогнутой вертикально (по арке просцениума) или горизонтально (по форме сцены).
Подъём занавеса происходит за счет подъёма несущей балки. Такой занавес требует большой высоты пространства над сценой.
|  |  |

### Итальянский занавес
Также известен как «императорский» или «сваг-занавес». Два крыла занавеса неподвижно закреплены по верхнему краю. Они открываются синхронно при помощи тросов, которые закреплены на внутренних кромках полотен на высоте 2-3 метра от сцены, и тянут занавес по диагонали к верхним углам просцениума.
|  |  |

### Австрийский занавес
Занавес имеет легко узнаваемую горизонтальную драпировку (наподобие фестонов). Верхний край закреплен неподвижно, полотнище поднимается одновременно несколькими канатами, закрепленными к нижней стороне занавеса.
Также имеет французское наименование Rideau bouillonné (Занавес буйонне), так как имеет gros plis qu’on appelle des bouillons (большие складки, именуемые буйонами).
При подъёме нижний край может оставаться параллельным полу, либо образовывать кривую (например, повторяя изгиб арки просцениума).

Схема движения занавеса австрийского типа

### Венецианский занавес
Открывается вверх подобно австрийскому, от которого он отличается наличием вертикальных складок и возможностью независимого перемещения разных участков занавеса.
При поднятии нижняя граница занавеса может быть параллельной полу, однако по функциональным и эстетическим соображениям венецианский занавес чаще всего поднимается на разную высоту, образуя фигурный нижний контур.

### Римский занавес
По типу подъёма аналогичен австрийскому и венецианскому, но полотно занавеса в опущенном состоянии не имеет горизонтальных или вертикальных складок, характерных для последних двух типов.

### Французский занавес
Занавес комбинированного типа, известный также как Подъемно-итальянский занавес. Сочетает движение подъёмного типа с движением итальянского типа.
Несущая балка поднимается вместе с занавесом, и одновременно половины занавеса раздвигаются к углам, как у итальянского занавеса.

### Занавес Брехта
Занавес из двух половин, раздвижного типа. Особенностью занавеса является уменьшенная высота (обычно 2,5 — 4 метра), что делает видимым пространство сцены позади него.
Полотно обычно не имеет плиссировки. Занавес подвешен на двух тросах, натянутых на виду, прямо за просцениумом.
Как правило, занавес открывается и закрывается вручную.

Впервые использованный в эпическом театре Бертольда Брехта, этот тип занавеса сегодня используется различными современными театрами.

### Занавес «Вагнера»
В конструкции такого типа, занавес состоит из двух половин, закрепленных наверху с наложением.
Оба крыла занавеса открываются при помощи механизма, который тянет нижние внутренние углы к краям сцены.
Один или оба движущих механизма для такого типа занавеса могут располагаться под сценой.

### Занавес Кабуки
Изготавливается из цельного полотна легкой ткани, как правило шелка. Верхняя кромка занавеса крепится к штырям, закрепленным в трубе. Для открытия занавеса трубу поворачивают, полотно соскальзывает со штырей и резко падает вниз, открывая сцену.

### Занавес Полишинель
Этот тип занавеса представляет собой цельное ровное полотно, закрепленное в верхней части.
Открытие осуществляется при помощи намотки занавеса на нижний барабан, который, вращаясь вокруг собственной оси, поднимается к арке просцениума.
Чаще всего такой механизм используется для установки проекционных экранов в непосредственной близости от просцениума. Нередко использование такой системы с широкими тюлями и сетками, для открытия шоу или перемены сцен.
Преимущество такой системы в том, что для её работы не требуется пространства над сценой.

Схема движения занавеса Полишинель

### Проходной занавес
Особый тип занавеса, который, закрывая сцену, позволяет актёрам проходить сквозь него. К этому типу можно отнести нитяной занавес, занавес из эластичных полос ткани, и световой занавес, основанный на засветке взвешенных в воздухе частиц.

### Складной занавес
Специальный тип занавеса, подъемный механизм которого на итальянском называется Tiro in seconda (подъем на половину), и обычно работает на ручном управлении.
Он позволяет поднять нижнюю часть занавеса над сценой, так что он складывается, скрываясь за верхней половиной занавеса. Занавес может складываться вдвое, втрое и более раз, в зависимости от конструкции.
Система используется в первую очередь для исторических занавесов, или для декораций, которые не могут быть подняты in prima (непосредственно за просцениумом) из-за какого-то препятствия.
Наиболее распространенное препятствие — это недостаточная высота пространства над сценой.